# Gustavo Lagos Matus
Gustavo Dagoberto Lagos Matus (Santiago, 30 de agosto de 1924-Santiago, 24 de diciembre de 2003) fue un abogado, politólogo, académico y político democratacristiano chileno. Se desempeñó como ministro de Estado —en la cartera de Justicia— durante el gobierno del presidente Eduardo Frei Montalva entre 1969 y 1970.

## Primeros años de vida
Fue hijo de Gustavo Lagos Lagos y de Rosenda Matus Benavente, tuvo como tío a Julio Lagos Lagos, como abuelo a Dagoberto Lagos Pantoja Del Río, y como bisabuelo a Pedro Lagos.
Estudió en el Colegio de los Sagrados Corazones de Santiago y luego en la Universidad de Chile, donde se tituló de abogado en el año 1948. A continuación, realizó cursos de sociología y también de ciencias políticas en la Universidad de La Sorbona y en el Instituto de Estudios Políticos de París, en Francia.

### Matrimonio e hijos
Su viuda, Marta Cruz-Coke Madrid, fue titular de la Dirección de Bibliotecas, Archivos y Museos (Dibam) durante el Gobierno de Ricardo Lagos, es hija del derrotado candidato conservador a la Presidencia de Chile en 1946, el senador Eduardo Cruz-Coke. Tuvieron tres hijos: Marta, María Isabel y Gustavo.

## Vida pública
A partir de sus primeros años de labor profesional inició una activa carrera docente, la cual desarrolló en diversas universidades nacionales y extranjeras.
También fue creador y primer secretario general de la Facultad Latinoamericana de Ciencias Sociales (Flacso) con sede en Santiago (1957-1961).
Igualmente, prestó servicios al Banco Interamericano de Desarrollo (BID).
En 1969 el presidente Frei Montalva lo llamaría a servir en el cargo de ministro de Justicia.
Fue autor de numerosos textos de estudio, uno de los cuales, International Stratification and Underdevelopped Countrie, publicado en los Estados Unidos, ha sido usado como libro de texto por varias universidades norteamericanas.